# Угленцево
Угле́нцево — деревня в Грязовецком районе Вологодской области России, на реке Почка.
Входит в состав Перцевского муниципального образования (с 1 января 2006 года по 9 апреля 2009 года входила во Фроловское муниципальное образование), с точки зрения административно-территориального деления — в Жерноковский сельсовет.
Расстояние до районного центра Грязовца по автодороге — 26 км, до центра муниципального образования Слободы по прямой — 26 км. Ближайшие населённые пункты — Яфаново, Жерноково, Гридино.
По переписи 2002 года население — 28 человек (10 мужчин, 18 женщин). Всё население — русские.